# Karel Tilga
Karel Tilga, född 5 februari 1998, är en estländsk friidrottare som tävlar i mångkamp.

## Karriär
Vid världsmästerskapen i friidrott 2023 placerade Tilga sig på en fjärdeplats i tiokamp.